# Дубовский сельсовет (Ставропольский край)
Дубовский сельсовет — упразднённое сельское поселение в Шпаковском районе Ставропольского края России.
Административный центр — село Дубовка.

## Символика
Герб и флаг сельсовета утверждены 18 августа 1997 года.

## История
Статус и границы сельского поселения установлены Законом Ставропольского края от 4 октября 2004 г. № 88-КЗ «О наделении муниципальных образований Ставропольского края статусом городского, сельского поселения, городского округа, муниципального района».
С 16 марта 2020 года, в соответствии с Законом Ставропольского края от 31 января 2020 г. № 16-кз, все муниципальные образования Шпаковского муниципального района были преобразованы путём их объединения в единое муниципальное образование Шпаковский муниципальный округ.

## Население
| 1989  | 2002  | 2010  | 2011  | 2012  | 2013  | 2014  |
| ----- | ----- | ----- | ----- | ----- | ----- | ----- |
| 1991  | ↗2491 | ↘2300 | ↗2302 | ↘2287 | ↗2298 | ↘2284 |
| 2015  | 2016  | 2017  | 2018  | 2019  | 2020  |       |
| ↘2272 | ↘2257 | ↗2271 | ↗2280 | →2280 | ↘2244 |       |

### Национальный состав
По итогам переписи населения 2010 года проживали следующие национальности (национальности менее 1 %, см. в сноске к строке "Другие"):
| Национальность | Численность | Процент |
| -------------- | ----------- | ------- |
| Русские        | 1618        | 70,35   |
| Армяне         | 184         | 8,00    |
| Лезгины        | 168         | 7,30    |
| Даргинцы       | 151         | 6,57    |
| Аварцы         | 23          | 1,00    |
| Другие         | 156         | 6,78    |
| Итого          | 2300        | 100,00  |

## Состав сельского поселения
| № | Населённый пункт | Тип населённого пункта       | Население |
| - | ---------------- | ---------------------------- | --------- |
| 1 | Верхнедубовский  | посёлок                      | ↘400      |
| 2 | Дубовка          | село, административный центр | ↘1563     |
| 3 | Калиновка        | село                         | ↗200      |